# 白斑聲紋寄居蟹
白斑聲紋寄居蟹（学名：Strigopagurus boreonotus），又名孔背鴞寄居蟹，为活額寄居蟹科聲紋寄居蟹屬下的一个种。